# تشارلي كوكي
تشارلي كوكي (بالإنجليزية: Charlie Cooke)‏ (14 أكتوبر 1942 في المملكة المتحدة - ) هو كاتب ولاعب كرة قدم بريطاني في مركز جناح. شارك مع منتخب اسكتلندا لكرة القدم. أما مع النوادي، فقد لعب مع تشيلسي وكريستال بالاس ونادي أبردين ونادي دندي ولوس أنجلوس أزتكس وكالغاري بومرز وكاليفورنيا سيرف ‏ وMemphis Rogues ‏ وكليفلاند فورس ‏ ورابطة كرة القدم الاسكتلندية الحادية عشر ‏ وDallas Sidekicks (1984–2004) ‏.

## وصلات خارجية
- تشارلي كوكي على موقع الاتحاد الدولي (مؤرشف)  (الإنجليزية)
- تشارلي كوكي على موقع الاتحاد الإسكتلندي (الإنجليزية)
- تشارلي كوكي على موقع قاعدة بيانات كرة القدم.إي يو (الإنجليزية)
- تشارلي كوكي على موقع ناشيونال فوتبول تيمز (الإنجليزية)